# Jéžišmarjá
Jéžišmarjá je název pátého alba popové kapely Těžkej Pokondr. Bylo vydáno v roce 2001 a obsahuje 14 písní.

## Seznam skladeb
| #   | Název písně                                        | Čas   | Originál                                               |
| --- | -------------------------------------------------- | ----- | ------------------------------------------------------ |
| 1.  | Intro                                              | 01:29 | –                                                      |
| 2.  | Nandej briket                                      | 03:22 | Eruption – One Way Ticket                              |
| 3.  | Hej, wolá, wolá Sisa                               | 03:05 | Ricchi e Poveri – Sara perche ti amo                   |
| 4.  | Sugar Town (Šup ho tam)                            | 03:30 | Zuzana Norisová – Š, Š, Š (Nancy Sinatra – Sugar Town) |
| 5.  | Chcípnul tu pes                                    | 04:09 | Tina Turner – Simply The Best                          |
| 6.  | Knowing Me, Knowing You (Já jsem tvůj, ty jsi můj) | 03:54 | ABBA – Knowing Me, Knowing You                         |
| 7.  | Šála s čepicí                                      | 03:53 | Middle of the Road – Chirpy Chirpy Cheep Cheep         |
| 8.  | Jsem sama doma                                     | 04:12 | Zucchero feat. Paul Young – Senza Una Donna            |
| 9.  | Zelená je kráwa                                    | 01:50 | Zelená je tráva (FC Chelsea – Blue Is the Colour)      |
| 10. | Laminát                                            | 03:50 | Status Quo – In the Army Now                           |
| 11. | Jdi a sejmi ho                                     | 03:47 | Ottawan – D.I.S.C.O.                                   |
| 12. | Mámo těsto dej wen                                 | 02:31 | Chris Andrews – Yesterday Man                          |
| 13. | To seš out                                         | 02:31 | The Beatles – Twist and Shout                          |
| 14. | Božský Kája                                        | 01:19 | Karel Gott – Včelka Mája                               |